# Thiến nữ u hồn (phim 1987)
Thiến nữ u hồn (chữ Hán phồn thể: 倩女幽魂, bính âm: Qiànnǚ Yōuhún, tựa tiếng Anh: A Chinese Ghost Story) là một bộ phim thần thoại - kinh dị - hài hước - tình cảm của điện ảnh Hồng Kông phát hành vào năm 1987 với các diễn viên chính Trương Quốc Vinh, Vương Tổ Hiền và Ngọ Mã, đạo diễn Trình Tiểu Đông, nhà sản xuất Từ Khắc. Phim được xếp hạng 50 trong top 100 phim hay nhất của điện ảnh Hoa ngữ.

## Nội dung
Nhân vật chính là anh chàng Ninh Thái Thần (Trương Quốc Vinh) - một người chuyên đi thu nợ ở các cửa tiệm; anh tuy có hơi nhát gan nhưng tốt bụng, chất phác. Trong một lần đi thu nợ, vì hết tiền nên anh phải ngủ lại qua đêm ở Lan Nhược Tự - ngôi chùa nổi tiếng với dân trong vùng vì đã có nhiều người mất mạng bởi ma quỷ tại đó.
Ở đó, Thái Thần gặp cô gái vô cùng xinh đẹp tên Nhiếp Tiểu Thiến (Vương Tổ Hiền) - thực chất là một hồn ma chưa thể siêu thoát. Nàng bị bệnh và chết yểu năm 18 tuổi, sau đó bị Lão Lão (Lưu Triệu Minh), vốn là một cây cổ thụ thành tinh ở núi Hắc Sơn, khống chế linh hồn và uy hiếp, biến nàng thành công cụ quyến rũ, mê hoặc và dụ dỗ đàn ông trên dương thế để hút dương khí lẫn máu về cho lão uống. Tiểu Thiến đã phải làm nhiều việc kinh thiên động địa, giết người không gớm tay, nhưng đó chẳng qua cũng vì nàng bị sai khiến.
Trải qua nhiều chuyện, hai người nảy sinh tình cảm với nhau. Tiểu Thiến đã kể cho Thái Thần nghe về việc nàng trở thành nô lệ vĩnh viễn của Lão Lão. Nàng giải thích rằng hài cốt của nàng được chôn dưới gốc cây nên linh hồn nàng mãi mãi bị sai khiến bởi lão yêu. Tiểu Thiến nói với Thái Thần rằng cách duy nhất để cứu linh hồn nàng là chôn cất hài cốt của nàng tại một nơi tốt lành hơn.
Sau khi biết Tiểu Thiến là ma, Thái Thần muốn giải thoát nàng khỏi đau khổ và đã cầu xin sự giúp đỡ của vị pháp sư tài ba Yến Xích Hà (Ngọ Mã). Với sự giúp đỡ của Yến Xích Hà, Thái Thần tìm cách giúp Tiểu Thiến được siêu thoát. Yến pháp sư đã chiến đấu với Lão Lão và cuối cùng đã đánh trọng thương Lão Lão, giải cứu được Tiểu Thiến.
Tuy nhiên, linh hồn Tiểu Thiến lại bị Hắc Sơn lão yêu kéo xuống Địa phủ để bắt nàng làm vợ lão. Thái Thần không muốn bỏ mặc Tiểu Thiến và cầu xin Yến pháp sư giúp mình. Yến pháp sư miễn cưỡng mở một cánh cổng xuống Địa phủ và dẫn Thái Thần đi theo tìm Tiểu Thiến. Khi Địa phủ tràn đầy oan hồn, cả hai gặp khó khăn trong việc tìm kiếm nàng. Thái Thần và Tiểu Thiến cuối cùng cũng gặp nhau. Thái Thần, Tiểu Thiến và Yến Xích Hà đã cùng chiến đấu với Hắc Sơn lão yêu và đội quân của lão. Hắc Sơn lão yêu có sức mạnh hơn cả Yến pháp sư, lão đã đánh trọng thương ông. Cuối cùng, nhờ ý chí chiến đấu kiên cường cùng với may mắn (bộ kinh Phật mà Thái Thần đem theo bên người phát ra uy lực khiến Hắc Sơn lão yêu bị suy yếu), ba người đã tiêu diệt được Hắc Sơn lão yêu.
Trong thời gian ngắn gần bình minh, ba người thoát ra khỏi Địa phủ. Khi trời sáng, Thái Thần đã dùng một tấm màn che chiếc hũ chứa hài cốt của Tiểu Thiến để ngăn linh hồn nàng bị tan biến khi tiếp xúc với ánh sáng mặt trời. Vậy là hai người vĩnh viễn chia ly mà không thể nhìn mặt nhau lần cuối. Thái Thần chôn cất hài cốt của Tiểu Thiến ở gần đỉnh đồi, anh thắp nhang cho nàng và cầu nguyện cho linh hồn nàng sớm đầu thai chuyển kiếp trong khi Yến pháp sư quan sát từ phía sau.
Cả câu chuyện diễn ra với các tình tiết vui nhộn, cảm động và hấp dẫn người xem bởi những cảnh chiến đấu giữa người và ma được dàn dựng hoành tráng.

## Diễn viên
- Trương Quốc Vinh vai Ninh Thái Thần
- Vương Tổ Hiền vai Nhiếp Tiểu Thiến
- Ngọ Mã vai Yến Xích Hà
- Lưu Triệu Minh vai Lão Lão
- Lâm Uy vai Kiếm sĩ
- Tiết Chỉ Luân vai Tiểu Thanh
- Vương Tinh vai Quan lớn
- Hồ Đại Vi vai Người hầu của quan lớn
- Hoàng Hà vai Ông chủ quán ăn
- Sử Mỹ Nghi vai Ông chủ cửa hàng tranh

## Bối cảnh
Thiến nữ u hồn được thực hiện dựa theo truyện ngắn "Nhiếp Tiểu Thiến" vào đời nhà Thanh trong bộ truyện Liêu trai chí dị của Bồ Tùng Linh. So với nguyên tác, bộ phim được thêm nhiều tình tiết và kết cục cũng thay đổi (trong truyện thì Tiểu Thiến được hồi sinh và chung sống trọn đời với Ninh Thái Thần, còn trong phim thì linh hồn Tiểu Thiến phải đi đầu thai chuyển kiếp, hai người vĩnh viễn không thể gặp lại nhau nữa).
Khi phát hành, bộ phim rất phổ biến tại Hồng Kông và các nước châu Á khác, trong đó có Hàn Quốc và Nhật Bản. Tổng doanh thu tính riêng tại Hồng Kông của phim là 18,831,638 đôla Hồng Kông.

## Giải thưởng & Đề cử
Với phim này, Vương Tổ Hiền được trao giải Kim Mã cho vai nữ chính xuất sắc nhất. Thành công này giúp cô trở thành một thần tượng mới ở Nhật Bản và Hàn Quốc. Vẻ đẹp vừa ma mị vừa thanh cao, vừa mong manh vừa duyên dáng của nàng Nhiếp Tiểu Thiến do Vương Tổ Hiền thủ vai được coi là hình tượng kinh điển của điện ảnh Hồng Kông, không bao giờ bị khán giả lãng quên và cũng khó mà tìm được ai thay thế.

## Những tác phẩm khác
| Tên phim                                   | Ghi chú                                |
| ------------------------------------------ | -------------------------------------- |
| Thiện nữ u hồn II                          | Phần tiếp theo                         |
| Thiện nữ u hồn III                         | Phần tiếp theo                         |
| Thiện nữ u hồn: Hoạt hình Từ Khắc          | Hoạt hình Trung Quốc                   |
| Truyền kỳ Thiện nữ u hồn                   | Phim truyền hình Trung Quốc / Đài Loan |
| Thiện nữ u hồn 2011 (đạo diễn Diệp Vĩ Tín) | Làm lại                                |

## Ngoài lề
- Phim được xếp hạng 50 trong top 100 phim hay nhất của điện ảnh Hoa ngữ.[1]
- Đài Loan về sau đã làm phiên bản phim truyền hình cho Thiến nữ u hồn, và vẫn giữ nguyên ca khúc chủ đề do Trương Quốc Vinh trình bày.
- Đạo diễn người Mỹ Sam Raimi đã vay mượn một số cảnh và ý tưởng của Thiến nữ u hồn để thực hiện bộ phim Evil Dead và phim truyền hình Xena.
- Khi đóng Thiến nữ u hồn, Trương Quốc Vinh đã hơn 30 tuổi, nhưng một nhà báo phương Tây xem xong phim đã viết: "Anh ta trông như mới 14 tuổi!".